# La Griffe sanglante
Série des films avec Basil Rathbone dans le rôle de Sherlock Holmes
La Femme aux araignées
(1944) La Perle des Borgia
(1944)
Pour plus de détails, voir Fiche technique et Distribution.
La Griffe sanglante (Titre original : The Scarlet Claw) est un film américain sorti en 1944, réalisé par Roy William Neill.
Il s’agit du huitième film avec Basil Rathbone et Nigel Bruce dans les rôles respectifs de Sherlock Holmes et du docteur Watson.
Le scénario est original mais présente une ressemblance avec Le Chien des Baskerville de Conan Doyle.

## Synopsis
Les habitants du petit village de La Morte Rouge, près de Québec, vivent dans la peur car un fantôme meurtrier erre dans les marais à proximité. Quand le Père Pierre entend pendant la nuit les cloches de son église en train de sonner, il se précipite pour trouver le corps sans vie de Lady Lillian Penrose serrant la corde de la cloche. Pendant le même temps, Lord William Penrose est à Québec, à une réunion de la Société royale du Canada sur l'occultisme, réunion où sont aussi présents le célèbre détective Sherlock Holmes et son fidèle compagnon, le docteur John H. Watson.
Après avoir appris la mort de Lady Penrose, Holmes reçoit une lettre qu'elle lui avait adressé, demandant sa protection. Holmes et Watson décident donc d'aller à La Morte Rouge pour enquêter sur son assassinat. Holmes découvre bientôt que Lady Penrose était Lillian Gentry, une actrice anglaise populaire qui avait disparu des années plus tôt. Il interroge ensuite l'aubergiste Emile Journet, un ex-gardien de prison qui a déménagé à La Morte Rouge au moment de la réapparition du fantôme. Cette nuit-là, Holmes enquête dans les marais où le fantôme a été aperçu, et après avoir rencontré le "monstre", Holmes trouve un morceau déchiré d'une chemise en coton, trempé de peinture phosphorescente. Plus tard, Holmes apprend que cette coûteuse chemise avait été achetée par un magistrat à la retraite et en fauteuil roulant, le juge Brisson. En lui rendant visite à son domicile, Holmes découvre que Brisson n'est pas handicapé, mais craint pour sa vie.
Brisson dit au détective qu'il avait ordonné à Nora, sa gouvernante, de donner certaines de ses vieilles chemises à un batelier. Avec le sergent de police Thompson, Holmes et Watson trouvent le batelier, Jack Tanner, mais il s'échappe en sautant par une fenêtre.
Holmes apprend alors que Lady Penrose avait quitté la scène après avoir été témoin du meurtre par l'acteur Alistair Ramson d'un autre membre de leur compagnie. Lord Penrose dit à Holmes que l'on croyait que Ramson était mort lors d'une évasion de prison, et Holmes devine rapidement que Tanner et Ramson sont une seule et même personne. Apprenant que Brisson a été le juge qui a condamné Ramson, Holmes se précipite à la maison du magistrat, pour trouver Brisson assassiné, tué par Ramson, qui s'était déguisé en Nora. Plus tard, Holmes est piégé par Ramson, qui lui avoue avoir tué Lady Penrose par jalousie et Brisson par haine, et dit au détective qu'il avait l'intention de se venger sur une troisième personne. Avant que Ramson n'en divulgue le nom, Watson arrive et sauve Holmes.
Holmes déduit rapidement que Journet est le troisième homme, mais quand il arrive avec Watson à l'auberge, ils trouvent l'aubergiste disparu et sa fille Marie assassinée. Holmes et Watson découvrent plus tard Journet caché dans la maison de Brisson, et ils convainquent l'aubergiste de les aider à piéger le meurtrier de sa fille. Holmes, déguisé en Journet, erre à travers les marais, où il est attaqué par Ramson. Holmes se bat avec lui, et quand Ramson tente de s'échapper, il est tué par Journet avec le même outil de jardin qu'il avait utilisé pour trancher la gorge de ses victimes.

## Fiche technique
- Titre original : The Scarlet Claw
- Titre français : La Griffe sanglante
- Réalisation : Roy William Neill
- Scénario : Bertram Millhauser, Roy William Neill
- Photographie : George Robinson
- Montage : Paul Landres
- Production : Universal Pictures Company, Inc.
- Pays de production :  États-Unis
- Langue : Anglais
- Format : Noir et blanc - Son Mono
- Genre : Espionnage
- Durée : 74 minutes
- Dates de sortie :
  - États-Unis : 26 mai 1944

## Distribution
- Basil Rathbone : Sherlock Holmes
- Nigel Bruce : Dr Watson
- Gerald Hamer : Alistair Ramson
- Paul Cavanagh : Lord William Penrose
- Arthur Hohl : Emile Journet
- Miles Mander : Juge Brisson
- Kay Harding : Marie Journet

Acteurs non crédités
- Harry Allen : Bill Taylor
- Frank Austin : un villageois au pub avec le docteur Watson
- Clyde Fillmore : un inspecteur

## Autour du film
Le cinéaste Victor Erice a consacré un film d'une demi-heure, La Morte rouge, principalement composé d'images d'archives, à ce film, le premier qu'il a vu au cinéma dans son enfance, et à l'impact que cette séance a eu sur lui.